# Sigurd Rosted
Sigurd Rosted (Oslo, 22 de julio de 1994) es un futbolista noruego que juega de defensa en el Toronto F. C. de la Major League Soccer. Es internacional con la selección de fútbol de Noruega.

## Selección nacional
Rosted debutó con la selección de fútbol de Noruega el 26 de marzo de 2018, anotando, además, en ese partido su primer gol con la selección. Noruega venció dicho encuentro por 1-0 frente a la selección de fútbol de Albania.
Su segundo partido con la selección lo disputó el 13 de octubre de 2018 en la Liga de las Naciones de la UEFA 2018-19 frente a la selección de fútbol de Eslovenia.

## Clubes
| Club            | País      | Año       |
| --------------- | --------- | --------- |
| Kjelsås Fotball | Noruega   | 2012-2014 |
| Sarpsborg 08 FF | Noruega   | 2014-2018 |
| K. A. A. Gante  | Bélgica   | 2018-2019 |
| Brøndby IF      | Dinamarca | 2019-2023 |
| Toronto F. C.   | Canadá    | 2023-     |

## Palmarés

### Títulos nacionales
| Título                 | Club       | País      | Año  |
| ---------------------- | ---------- | --------- | ---- |
| Superliga de Dinamarca | Brøndby IF | Dinamarca | 2021 |